# República Romana (1798–1799)
A República Romana foi um estado que existiu na Península Itálica, no território da cidade de Roma, entre 1798 e 1799, fundado pelos exércitos revolucionários franceses. É, às vezes chamada de "primeira República Romana" para não ser confundida com a outra fundada meio século depois.

## História
A República Romana foi uma das repúblicas '"irmãs" filofrancesas e jacobinas proclamadas em  seguida às conquistas por Napoleão Bonaparte, logo após a Revolução Francesa.
Em 10 de fevereiro de 1798, as tropas francesas, comandadas por Louis-Alexandre Berthier, invadiram a cidade de Roma dando início à ocupação da cidade. O pretexto foi o assassinato de um general da embaixada francesa, Mathurin-Léonard Duphot, ocorrida em 28 de dezembro de 1797, durante um tumulto popular provocado por alguns revolucionários italianos e franceses.
O general Berthier marchou sobre a cidade sem encontrar resistência, ocorrendo o saque dos tesouros de arte do Vaticano. Em 15 de fevereiro de 1798, foi declarado o fim do poder temporal do papa Pio VI e foi proclamada a República Romana, com o modelo francês. Poucos dias depois, em 20 de fevereiro, o Papa foi expulso da cidade. Morreu no exílio na França no ano seguinte. Em 25 de fevereiro ocorreu uma revolta popular que foi duramente reprimida pelos franceses.
Em 7 de março de 1798, a República Tiberina e a República Anconitana foram anexadas à República Romana.
Em 20 de março de 1798 foi promulgada, sobre o modelo francês, a Constituição da nova república, que previa a eleição de um Tribunato de 72 membros e um Senado de 32, que teriam o poder legislativo e que designariam cinco cônsules aos quais era delegado o poder executivo. Mas na realidade, os franceses comandavam. 
O novo regime foi acolhido friamente pela população romana, que depois de sofrer o saque que acompanhou a tomada da cidade, devia suportar os pesados impostos requeridos pelos dirigentes franceses.
Em 28 de novembro de 1798, a República Romana foi invadida pelo exército napolitano, com 70 000 homens ao comando do general austríaco Karl von Mack apoiados pela frota britânica do almirante Nelson, que tentava restaurar a autoridade papal. Depois de seis dias, Fernando IV de Nápoles entrou em Roma como conquistador. Mas em 14 de dezembro do mesmo ano uma imediata e resoluta contra-ofensiva francesa obrigou os napolitanos a um retirada. Os franceses entraram em Nápoles em 23 de janeiro de 1799 e instituíram a República Napolitana.
Em 19 de setembro de 1799, os franceses abandonaram Roma, reocupada em 30 de setembro pelos napolitanos, que assim puseram fim à República Romana.

## Eventos posteriores
As tropas francesas retornaram a Roma somente em 2 de fevereiro de 1805, anexando-a ao Império Francês em 17 de maio de 1809. Os territórios passados aos franceses foram restituídos aos Estados Pontifícios em 24 de janeiro de 1814.